# Hudson Oaks (Teksas)
Hudson Oaks je grad u američkoj saveznoj državi Teksas. Prema popisu stanovništva iz 2010. u njemu je živjelo 1.662 stanovnika.